# Brahmaea
Brahmaea is een geslacht van vlinders uit de familie herfstspinners (Brahmaeidae). De wetenschappelijke naam van het geslacht is voor het eerst geldig gepubliceerd in 1855 door Francis Walker.
De typesoort van het geslacht is Bombyx certhia Fabricius, 1793

## Soorten
- Brahmaea ardjoeno
- Brahmaea bicolor Matsumura, 1921
- Brahmaea celebica
- Brahmaea certhia (Fabricius, 1793)
- Brahmaea christophi
- Brahmaea europaea Hartig, 1963
- Brahmaea hearseyi
- Brahmaea insulata Inoue, 1984
- Brahmaea ledereri
- Brahmaea litserra
- Brahmaea loeffleri
- Brahmaea magnificentia Bryk, 1949
- Brahmaea naessigi
- Brahmaea paukstadtorum
- Brahmaea porphyria Chu & Wang, 1977
- Brahmaea recta
- Brahmaea saifulica de Freina & Witt, 1982
- Brahmaea separata
- Brahmaea tancrei
- Brahmaea wallichi (Gray, 1831)
- Brahmaea zaba de Freina, 1982

### Niet meer in dit geslacht
- Brahmaea jilinensis Zhang, 1988